# Kaskádový generátor

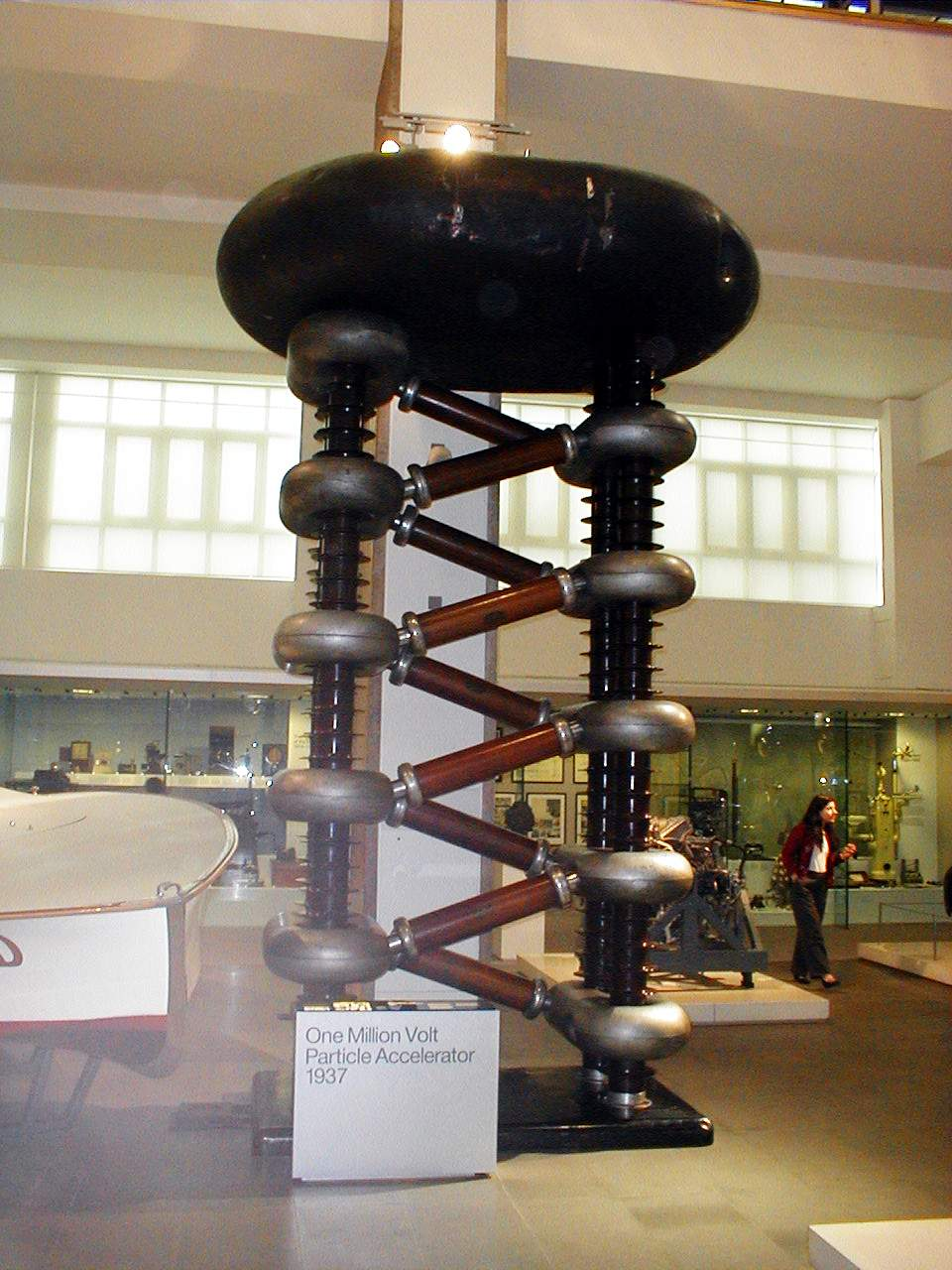
generátor s urychlovačem, postavený v roce 1937

Kaskádový generátor nebo též Cockcroft-Waltonův generátor či CW generátor je zdroj velmi vysokého napětí, používaný ve fyzikálních laboratořích od 30. let 20. století.
V principu se jedná o násobič napětí. V době, kdy byl kaskádový generátor vyvíjen, však nebyly k dispozici polovodiče s potřebnými parametry (z technických polovodičů existovaly jen nepříliš spolehlivé hrotové diody) , proto byly kaskádové generátory vybaveny pro tento účel speciálně vyvinutými elektronkami. Výstupní napětí těchto generátorů dosahovalo statisíců až milionů voltů a sloužilo k urychlování částic v iontové trubici.
Princip kaskádového generátoru objevil švýcarský fyzik Heinrich Greinacher v roce 1919. Na tomto principu vyvinuli kolem roku 1930 John Douglas Cockcroft a Ernest Thomas Sinton Walton z Cavendishovy laboratoře v Cambridgi svůj generátor. Objevy, které pomocí urychlovače, vybaveného tímto generátorem získali, jim vynesly v roce 1951 Nobelovu cenu.
Kaskádový generátor bylo zařízení velmi nákladné, proto se hledaly levnější varianty získání takto vysokých napětí. Jednou z nich byl Van de Graaffův generátor.
Další vývoj se však vydal jinou cestou. Byl jí vznik urychlovačů, které ke své činnosti tak vysoká napětí nepotřebují.